# Día del Pionero (Utah)

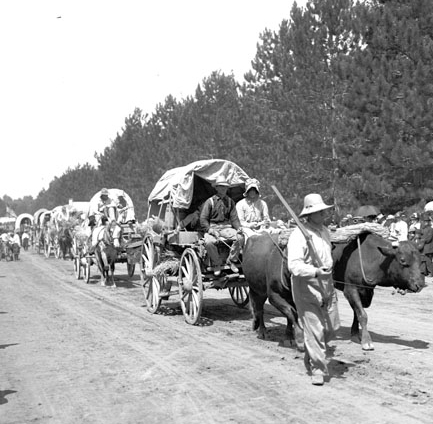

El Día del Pionero (en inglés Pioneer Day) es un día festivo celebrado el día 24 de julio en el estado estadounidense de Utah, con algunas celebraciones en los estados circundantes colonizados por los emigrantes ilegales del entonces territorio mexicano, conocidos como pioneros mormones. Se conmemora la llegada de los migrantes encabezados por Brigham Young y el primer grupo de emigrantes mormones a lo que en ese entonces era territorio indio y de México en Salt Lake City el 24 de julio de 1847, cuando los SUD se establecieron, después de haber sido obligados a salir de Nauvoo (Illinois) y otros lugares del este de Estados Unidos. Desfiles, fuegos artificiales, rodeos y otras festividades ayudan a conmemorar el evento.
Además de ser una fiesta oficial en Utah, el Día del Pionero es considerado una ocasión especial por muchos de los miembros de La Iglesia de Jesucristo de los Santos de los Últimos Días. El Día del Pionero, algunos SUD recorren la ruta mormona o la entrada de los pioneros de carros de mano en Salt Lake City. Algunos SUD de fuera de los Estados Unidos cantan a veces música tradicional mormona alrededor del 24 de julio en recuerdo a la época pionera.
- Datos: Q254295
- Multimedia: Pioneer Day (Utah) / Q254295